# Circuito Internacional de Guangdong
El Circuito Internacional de Guangdong es una instalación deportiva de motor situado entre Zhaoqing y la ciudad de Sanshui en China, a unos 45 minutos en coche de Guangzhou. Diseñado por una arquitecta china Qiming Yao, es la segunda instalación permanente del deporte del motor en Guangdong, China, después del Circuito Internacional de Zhuhai. El Circuito Internacional de Guangdong, se terminó de construir a mediados de 2009.

## Grado
El circuito solicitó y consiguió una Licencia Internacional de la FIA Grado III que le permite albergar F3, carreras de Auto GP y WTCC.

## Diseño

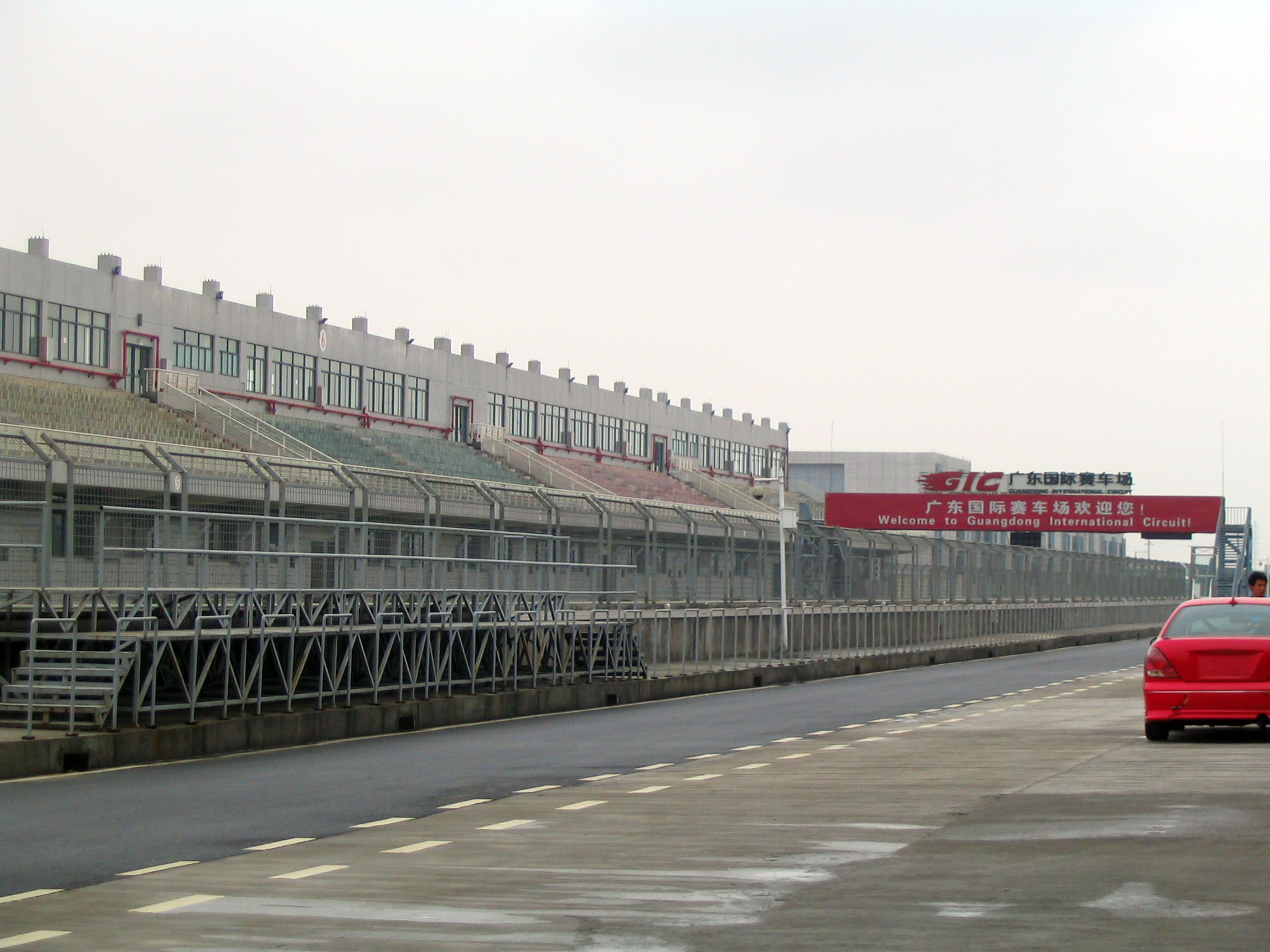
Recta de meta del circuito

El circuito mide 2,8 km de largo con una larga recta 718 metros, habrá 5 curvas a la izquierda y 8 a la derecha de la derecha, se corre en sentido horario.

## Eventos
El circuito fue sede de la China Touring Car Championship en diciembre de 2009 como acto de apertura.Albergó la China Touring Car Championship, Hong Kong Touring Car Championship y el Campeonato de Superbikes de China en 2010. Se anunció el 12 de diciembre de 2010 que el circuito también albergaría la ronda de China de la Temporada 2011 del WTCC, aunque finalmente fue sustituido por Shanghai Tianma circuit.